# 分子エレクトロニクス
分子エレクトロニクス（ぶんしエレクトロニクス）とは分子を使用するエレクトロニクス。
分子の英訳（molecule）から「モレキュラーエレクトロニクス（molecular electronics）」、あるいはこれを略した「モレクトロニクス（molectronics）」とも呼ばれるが、この場合時期によって異なる意味合いのものを指す場合がある。
「分子エレクトロニクス」の用語には、多くの分子が係わる電子機能を扱う狭義の「分子エレクトロニクス」と1つの分子の電子機能を扱う「単一分子エレクトロニクス」が含まれる。狭義の「分子エレクトロニクス」は、プラスティックエレクトロニクスと呼ばれることもある。

## 概要
有機分子材料は、無機材料と比較すると、軽量性、可撓性・柔軟性、材料種の多様性の点で優れ、分子が自己組織化的に配列するという性質や、スピンコート法、印刷法などを用いた非常に簡単な成膜プロセスが可能という特徴を有する。
単一分子エレクトロニクスは、1974年にAviramとRatnerにより提案された単分子ダイオードが始まりとされている。シリコンベースのPN接合によるダイオードは、集積回路のパターンの縮小が将来も進みナノメートルサイズに至ると、N型とP型のドーピングが不可能になるとAviramとRatnerらは予測した。それを乗り越えるためとして、ドーピング無しで電子準位のレベルを設計できる分子を使うことを考察し、提案したのである。フロンティア軌道の順位が高い電子供与性部分(Donor)と順位が低い電子吸引性部分(Acceptor)をσ結合部で結合することで、シリコンのpn接合と同様の電子状態を単一分子で実現でき、これが整流性を示すはずであるとの理論的な提案であった。
素子の構成要素としての観点から有機分子を見た場合、大きさと構造がナノスケールで厳密に定義された部品であるというだけではなく、これまでのバンド構造を基本とした電子素子の枠組みを超える、魅力的な機能を備えている。単一あるいは少数の分子で構成された系では、バリスティック伝導（Ballistic conduction）、離散的な分子軌道が関与した共鳴トンネリング（Resonant tunneling）、電子強相関（Electron correlation）などが重要となる。これらの過程に振動・電子励起、分子運動・コンホメーション変化、酸化・還元などが結合して、多彩な量子的伝導物性が期待できる。

## その他
エレクトロニクスの発展の過程で、現在一般には「集積回路技術」として扱われているようなものに、何度か「分子」の語が使われたという歴史があり、以下それについて述べる。
分子の性質そのものをエレクトロニクスに利用しようという概念は、イギリス王立レーダー研究所のジョフリー・ダマーが1952年に提唱したものが最初であると言われる。ただこのときダマーが提唱したのは、実際には後の集積回路につながるアイデアであり、必ずしも分子そのものの性質を利用するものではなかったともされる。当初この提言はあまり重視されなかったが、1957年にソビエト連邦がスプートニク1号の打ち上げに成功したことによる、いわゆるスプートニク・ショックにおいて、電子機器の小型化につながる手法の一つとしてこの提言が注目を浴び、ウエスチングハウスが「モレキュラーエレクトロニクス」としてアメリカ空軍と大々的な共同研究を行うことになり、200万ドルの研究費が投じられた。ただこの研究は全く成果を上げることなく終わる。
これに対し、ジャック・キルビーによる「集積回路」で特許などを押さえていたテキサス・インスツルメンツ（TI）がこの状況を利用し、アメリカ空軍に「研究予算を回してもらえれば、自社のICに『モレキュラーエレクトロニクス』の名前を使っても良い」という話を持ちかけた。空軍もTIの提案により「研究成果ゼロ」という最悪の事態を避けられ、自らのメンツを守ることができるとしてこの話に乗ったため、ミニットマンミサイル等に搭載されたTI製のICに「モレキュラーエレクトロニクス」の名前が使われた。このため古い文献に現れる「モレキュラーエレクトロニクス」の中には、この当時製造された初期のIC群を示す場合がある。
日本でも、当時ウエスチングハウスと提携関係にあった三菱電機が「モレクトロン」の名称で「IC」を開発したとして、1961年2月に製品化を発表するが、これも「キルビーによる集積回路」と同様なものだった。三菱では一応「モレキュラーエレクトロニクス」の研究は継続しているものとしたものの、本家であるウエスチングハウスが1969年に研究開発を中止したこともあってか1970年には「モレクトロン」の名称の使用を止めている。